# SNCAC NC.1080
Le SNCAC NC.1080 était un prototype de chasseur embarqué français, réalisé en 1949 par la Société nationale des constructions aéronautiques du Centre (SNCAC). L'unique prototype construit s'écrasa à son septième vol, le 7 avril 1950, tuant le pilote d'essai Pierre Gallay, ce qui mit fin au programme.

### Aéronefs comparables
Arsenal VG 90